# Xonotic
Xonotic ist ein freier, plattformunabhängiger Ego-Shooter. Das Projekt ist eine Abspaltung von Nexuiz und basiert wie dieses auf der Game-Engine DarkPlaces, eine Weiterentwicklung der Quake-Engine. Die Spielweise orientiert sich an Unreal Tournament und Quake, ergänzt um einige Eigenentwicklungen.

## Übersicht

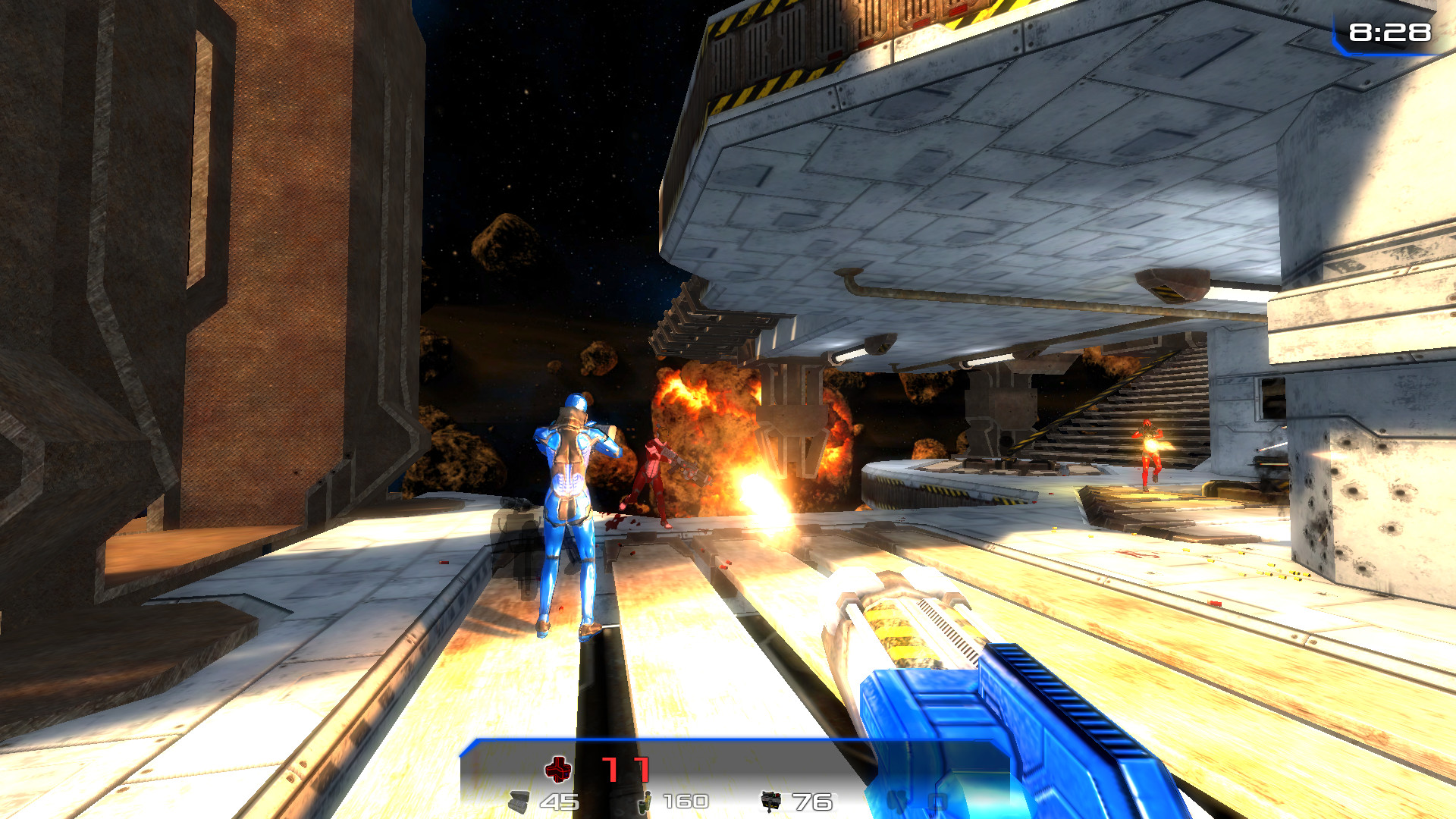
Screenshot der Karte Xoylent

Das Spiel bietet 16 verschiedene Spielvarianten, darunter die verbreiteten Modi Capture the Flag, Deathmatch und „Assault“, zudem Speziellere, als auch Eigenentwicklungen wie „Key Hunt“ oder „Freeze Tag“. Um den Sieg zu erringen, stehen dem Spieler bis zu 18 verschiedene, futuristisch gestaltete Waffen zur Verfügung.
Da sich die Spieler mit hohem Tempo bewegen, hoch springen können und über schnell feuernde Waffen verfügen, ist das Spielerlebnis vergleichsweise schnell. Ein wesentlicher Fokus des Spiels liegt auf der Spielphysik und der Bewegungssteuerung, da Beschleunigung, enorm hohe Sprünge und das Erreichen von unerreichbar scheinenden Ebenen einen Kernaspekt der Spielweise einnehmen. Hierbei wird auf klassische Techniken wie „strafe jumping“, „bunny hopping“, „ramp jumping“ und ähnliche Tricks zurückgegriffen, aber auch die Schubkraft von Waffenexplosionen kann zur sowohl horizontalen, als auch vertikalen Beschleunigung genutzt werden.
Neben der Spielphysik bieten auch die Waffen taktische Elemente, die von erfahrenen Spielern genutzt werden können. Beispielsweise lassen sich die Raketen des Raketenwerfers lenken und fernzünden, die streuenden Partikel der „Crylink“ durch geschicktes Timing auf den Gegner bündeln oder durch Kombination von Sekundär- und Primärfunktion der Waffe „Electro“ Explosionen hervorrufen.
Die Spielwelt ist im Science-Fiction-Bereich angesiedelt, einschließlich Weltall-Szenarien, fortgeschrittener Technologie, alien-artiger Spielermodelle und anderer genretypischer Elemente. Einflüsse von anderen Titeln, z. B. der Halo-Serie, Tron und anderen, sind erkennbar. An dieses Konzept hat sich die Entwickler-Community mit strengen Restriktionen gebunden, um so ein konsistentes Ergebnis liefern zu können. Beim Vorgänger Nexuiz wurde stellenweise kritisiert, dass dies nicht der Fall war.
Nach Einschätzung der Entwickler bewegt sich die Grafikqualität im Vergleich zu kommerziellen Titeln auf dem Stand zwischen 2006 und 2007. Grafische Darstellungen über Techniken wie Bloom, Real Time World und Dynamic Lighting und Schattenwurf, Shader-Unterstützung (mit OpenGL 2.0), Offset Mapping, Motion Blur und High Dynamic Range Rendering werden geboten.

## Hintergrund
Im März 2010 entstand eine Meinungsverschiedenheit über die Lizenzierung des Namens Nexuiz an das kommerzielle Spielestudio IllFonic mit dem Ziel, eine kommerzielle Konsolenversion des quelloffenen Ego-Shooters Nexuiz zu entwickeln. Hierfür wurde die CryEngine 3 von Crytek verwendet. Das Spiel ist für die Spielekonsolen Xbox Live und PlayStation erhältlich. Der Urheber des ursprünglichen Spiels Nexuiz, Lee Vermeulen, hatte die Namensrechte verkauft, ohne sich hierüber mit den damaligen (freiwilligen) Entwicklern und der Spielergemeinschaft abzustimmen oder diese zu informieren. Da diese Entwicklung für die Spielergemeinschaft und die Entwickler vollkommen überraschend kam, und man über die einseitige Monetarisierung des gemeinsam aufgebauten Namens Nexuiz verärgert war, wurde das Projekt Xonotic gestartet.
Etwa neun Monate nach der Abspaltung wurde der Quellcode von Xonotic über Git veröffentlicht. Eine Preview-Version wurde am 23. Dezember 2010 veröffentlicht. Am 8. September 2011 folgte Version 0.5, die neben zahlreichen Fehlerkorrekturen unter anderem Unterstützung für Fahrzeuge, mehrere Sprachen, bessere künstliche Intelligenz, eine verbesserte Waffen-Balance und sieben neue Levels mitbrachte. Am 8. März 2012 veröffentlichten die Entwickler Version 0.6 mit weiteren neuen Leveln, neuen Waffenmodellen, einer globalen, wahlweise anonymen Spielerstatistik sowie einem Sandbox-System zum Schnellen Testen von Änderungen.

## Rezeption
- Chip Online: „Nexuiz hat uns riesigen Spaß bereitet. Hoffen wir also, dass Xonotic die gleiche Richtung einschlägt. Beachten Sie, dass das Spiel momentan nur in einer experimentellen Version verfügbar ist.“[9]
- Netzwelt: „Der Open Source Gedanke hat mit Xonotic erneut ein spannendes Projekt hervorgebracht. Viele Entwickler haben hierbei ihrer Kreativität freien Lauf gelassen und einen spaßigen Arena-Style Action-Shooter entwickelt.“[10]
- Zockertown: „Ein Multiplatform First Person Shooter der Extra Klasse!“[11]
- LinuxUser: „Zweifelsohne ist den Entwicklern einer der besseren kostenlosen Shooter gelungen.“[12]